# 岩手県道502号盛岡矢巾自転車道線
岩手県道502号盛岡矢巾自転車道線（いわてけんどう502ごう もりおかやはばじてんしゃどうせん）は、盛岡市と紫波郡矢巾町を結ぶ岩手県管理のサイクリングロードである。

## 区間
- 起点：岩手県盛岡市繋除キ（御所湖県立漕艇場から100m程西に行った地点）
- 終点：紫波郡矢巾町西徳田字五百刈田（矢巾口交差点・国道4号および岩手県道207号矢巾停車場線との交点）

## 通過する自治体
- 岩手県
  - 盛岡市 - 紫波郡矢巾町

## 接続する道路
- 岩手県道172号盛岡鶯宿温泉線
- 国道4号
- 岩手県道207号矢巾停車場線